# Gilów (Żelazny Most)
Gilów – przysiółek wsi Żelazny Most w Polsce, położony w województwie dolnośląskim, w powiecie polkowickim, w gminie Polkowice.
W latach 1975–1998 przysiółek administracyjnie należał do województwa legnickiego. 
Do 1954 w granicach miasta Lubina. Obszar ten (303,26 ha) włączono jesienią 1954 do gromady Rynarcice.
Znajduje się tu Zbiornik Gilów. Jest to zamknięty w roku 1977 zbiornik odpadów poflotacyjnych KGHM, który od uruchomionego w 1977 zbiornika Żelazny Most oddalony jest 5 km na południowy-zachód. 